# Legato (musica)

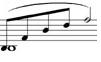
Rappresentazione della legatura di portamento sul pentagramma

Col termine legato si intendono due concetti diversi:
- l'indicazione di espressione che prevede che le note di una frase melodica siano accostate l'una all'altra senza interruzioni, in modo che il suono dell'una inizi non appena cessa quello della precedente;
- la tecnica vocale o strumentale che permette di eseguire questo effetto espressivo.

Il legato è il carattere più naturale per la musica vocale, a causa delle caratteristiche fisiologiche degli organi di fonazione, e dell'uso che siamo abituati a fare della voce nel linguaggio parlato. Gli strumenti a fiato e quelli ad arco possono eseguire dei veri legati, cioè successioni di note in cui a produrre il suono è la vibrazione dei medesimi corpi. Nei fiati (a eccezione del trombone) il legato viene, ad esempio, eseguito muovendo le chiavi o le valvole senza eseguire i colpi di lingua.
Per quanto riguarda il trombone il legato può essere effettuato in diversi modi che dipendono dalle note e dalla sensibilità del musicista, ovvero l'utilizzo della chiave della ritorta (senza colpo di lingua), il passaggio ad armonici superiori o inferiori senza movimento di coulisse (e dunque senza colpo di lingua) oppure con movimento di coulisse (in questo caso è necessario un leggero colpo di lingua onde evitare un non voluto portamento) .
Al pianoforte non è possibile, in linea di principio, un vero legato, poiché le corde corrispondenti ai vari tasti sono in ogni caso diverse. Si riesce comunque ad ottenere un effetto di legatura eseguendo le note in maniera più ravvicinata e uniforme possibile.
Alla chitarra occorre riappoggiare le dita più di una volta sulla tastiera dopo aver eseguito una pennata; si usa soprattutto nelle esecuzioni molto rapide.
Il simbolo semiografico del legato è una linea curva continua disegnata sopra o sotto il pentagramma. Questo simbolo viene chiamato legatura di portamento.